# Parti anti-confédération
Le Parti anti-confédération était un nom utilisé par plusieurs partis politiques dans les années 1860 qui s'opposaient à la confédération canadienne dans ce qui est aujourd'hui les provinces maritimes.

## Nouvelle-Écosse
En Nouvelle-Écosse, les anti-confédérés sont menés par Joseph Howe. Ils tentent de revenir sur la décision de la colonie de se joindre au Canada, décision originellement fort impopulaire dans la province. En 1867, le Parti anti-confédération remporte 36 des 38 sièges à la législature provinciale, et forme le gouvernement sous William Annand. Le Parti anti-confédération était opposé par le Parti de la confédération de Charles Tupper.
Au niveau fédéral, lors de l'élection fédérale de 1867, le Parti anti-confédération remporte 18 des 19 sièges néo-écossais à la Chambre des communes du Canada. Toutefois, le Royaume-Uni refuse de permettre à la Nouvelle-Écosse de faire sécession.
Howe était un pragmatique, et il vient finalement à accepter la confédération comme un fait accompli. Il est rapidement persuadé de se joindre au cabinet de John A. Macdonald, menant à l'effondrement du mouvement anti-confédération.

## Terre-Neuve
À Terre-Neuve, les anti-confédérés, menés par l'homme d'affaires Charles Fox Bennett, défont le gouvernement pro-confédération du premier ministre Frederick Carter en 1869, mettant fin à la confédération comme proposition valable pour deux générations. Ce n'est que 80 ans après la victoire de Bennett que Terre-Neuve rejoint finalement la confédération en tant que province canadienne.

## Nouveau-Brunswick
Il y avait également un Parti anti-confédération au Nouveau-Brunswick mené par Albert James Smith, dont la coalition de conservateurs et de réformistes remportent l'élection de 1865. Elle est toutefois rondement défaite dans l'élection de 1866 par le Parti de la confédération mené par Peter Mitchell. La législature résultante de cette élection approuve la confédération à 38 voix contre 1.
Dans l'élection fédérale de 1867, les anti-confédérés remportent cinq des 15 sièges néo-brunswickois à la Chambre des communes du Canada.
Alors qu'en Nouvelle-Écosse et ailleurs, les opposants à la confédération étaient majoritairement des libéraux et les partisans surtout des tories, au Nouveau-Brunswick en revanche, le débat brouille les lignes partisanes. Le chef anti-confération Albert Smith et le chef pro-confédération Peter Mitchell étaient tous deux conservateurs, tandis qu'un des plus importants leaders des forces pro-confédération, Samuel Leonard Tilley, était libéral. Tilley rejoint plus tard le gouvernement de John A. Macdonald. Les mouvements anti-confédération et pro-confédération étaient constitués d'un mélange de tories et de réformistes (libéraux).
En 1870, les partis anti-confédération et pro-confédération avaient été dissous et remplacés par les anciens partis libéral et tory.